# Les Films rêvés
Série Trilogie de la cabane
Lettre d'un cinéaste à sa fille
(2000) La Deuxième Nuit
(2016)
Pour plus de détails, voir Fiche technique et Distribution.
Les Films rêvés est un film documentaire belge réalisé par Eric Pauwels et sorti en 2010,.
Long métrage de plus de trois heures en deux parties, Les Films rêvés est un ensemble de séquences narratives imaginées par Pauwels, retiré dans une cabane au fond de son jardin, qui se remémore tous les métrages qu'il a rêvé de faire,.
Nommé à la 1re cérémonie des Magritte, ce documentaire a reçu le Prix des bibliothèques de la Direction générale des Médias et des Industries culturelles, ainsi qu'une mention spéciale du Jury des jeunes lors de l'édition 2010 de Cinéma du réel.
Il est le deuxième volet de la Trilogie de la cabane de Pauwels, composée de Lettre d'un cinéaste à sa fille, Les Films rêvés et La Deuxième Nuit.

## Synopsis
Dans ce documentaire original, le narrateur, Eric Pauwels, se retire dans une cabane bleue au fond de son jardin pour imaginer une œuvre qui contiendrait tous les films qu'il a rêvé de réaliser. Au gré des saisons, avec le temps qui passe, il s’abandonne aux voyages intérieurs, influencés par des souvenirs, des personnages et des objets,.
Enchaînement de digressions réfléchies, de récits fictifs et réels, de tranches de vie individuelles, Les Films rêvés s'apparente à un vagabondage dans le temps et l'espace, thématiques souvent abordées dans la filmographie de Pauwels.
Le cinéaste, tout en marchant, rêve de ces films qu’il aurait pu faire, qui auraient pu naître de ces lieux qu’il parcourt et qui l’habitent, des films qui seraient autant d’histoires s'entremêlant les unes avec les autres.

## Fiche technique
Source : Internet Movie Database,
- Titre original : Les Films rêvés
- Réalisation : Eric Pauwels
- Photographie : Rémon Fromont
- Production : Eric Pauwels, Ulrike, Centre de l'audiovisuel à Bruxelles
- Montage : Rudi Maerten
- Pays d'origine :  Belgique
- Durée : 180 minutes
- Année de sortie : 2010

## Distinctions
Source : Internet Movie Database

### Nominations
- 1re cérémonie des Magritte : Meilleur documentaire pour Eric Pauwels

### Récompenses
- Cinéma du réel 2010 : Prix des bibliothèques pour Eric Pauwels ; mention spéciale du jury jeune pour Eric Pauwels
- Traces de Vies 2010 : sélection officielle